# Vlastibor Konečný
Vlastibor Konečný (ur. 2 stycznia 1957 we Frydku-Mistku) – czechosłowacki kolarz szosowy, brązowy medalista olimpijski.

## Kariera
Największy sukces w karierze Vlastibor Konečný osiągnął w 1980 roku, kiedy wspólnie z Alipim Kostadinovem, Jiřím Škodą i Michalem Klasą zdobył brązowy medal w drużynowej jeździe na czas podczas igrzysk olimpijskich w Moskwie. Był to jedyny medal wywalczony przez Konečnego na międzynarodowej imprezie tej rangi. Na tych samych igrzyskach wystartował także w indywidualnym wyścigu ze startu wspólnego, który ukończył na siedemnastej pozycji. Ponadto zwyciężył w klasyfikacji generalnej wyścigu w Lidicach w 1975 roku oraz brytyjskiego Sealink Race w 1978 roku. W 1982 roku zajął drugie miejsce w jednym z etapów Milk Race, ale ostatecznie nie zajął miejsca w czołówce. Nigdy nie zdobył medalu na szosowych mistrzostwach świata.